# Radziszewo (województwo kujawsko-pomorskie)
Radziszewo – osada w Polsce, w województwie kujawsko-pomorskim, w powiecie włocławskim, w gminie Baruchowo.
Do 31 grudnia 2023 miejscowość była częścią wsi Okna.